# Башевиці
Башевиці (пол. Baszewice, нім. Batzwitz) — село в Польщі, у гміні Грифиці Ґрифицького повіту Західнопоморського воєводства.
Населення — 252 особи (2011).
У 1975-1998 роках село належало до Щецинського воєводства.

## Демографія
Демографічна структура станом на 31 березня 2011 року:
|          | Загалом | Допрацездатний вік | Працездатний вік | Постпрацездатний вік |
| -------- | ------- | ------------------ | ---------------- | -------------------- |
| Чоловіки | 134     | 23                 | 103              | 8                    |
| Жінки    | 118     | 17                 | 73               | 28                   |
| Разом    | 252     | 40                 | 176              | 36                   |